# Površinski kop
Površinski kop je rudarski objekat u kojem se vrši eksploatacija mineralnih sirovina putem prethodnog otkrivanja i premeštanja jalovinskog pokrivača na određeno mesto. Površina kopa zavisi od veličine ležišta – odnosno utvrđenih rezervi, i ona obično iznosi od 0,5·103 do 3·103 hektara.
Ovaj tip rudarstva se razlikuje od eksploatacionih metoda koje zahtevaju kopanje tunela u zemlji. Površinski kopovi se koriste kada su zalihe komercijalno upotrebljivih mineralnih sirovina ili stena pronađene blizu površine, u slučajevima gde je naslaga jalovine (površinski materijal koji pokriva vredne naslage rude) relativno tanka ili je željeni materijal nepogodan za tuneliranje (kao što je na primer pesak ili šljunak).
Površinski kopovi koji proizvode građevinski materijal se uglavnom nazivaju i "kamenolomi".
Površinski kopovi se uglavnom proširuju sve dok se mineralni resursi istroše ili zbog povećanog stepena jalovine ruda koje čine sam proces eksploatacije neekonomičnim. Kada se to desi, istrošeni rudnici se ponekad pretvore u deponije za odlaganje čvrstog otpada. Međutim, neki oblici kontrole vode su uglavnom potrebni da se rudnik ne bi pretvorio u jezero, ako se rudnik nalazi u klimatski pogodnim uslovima padavine.

## Eksploatacija
Površinski kopovi se kopaju u etažama, koje opisuju vertikalne nivoe jame. Ove etaže su visoke u intervalu od 4 do 60 metara, u zavisnosti od veličine mašina koje se koriste. Mnogi kamenolomi ih ne koriste zato što su uglavnom plitki.
Većina zidova jame se uglavnom miniranju pod uglom manjim od 90° da bi se sprečila, ili umanjila, šteta na minimum u slučaju obrušavanja stena. Ovo zavisi od toga koliko su stene oštećene, od tipa stene, a i takođe od strukturalnih mana koje se mogu naći u samoj steni, kao što su na primer rasedi ili folijacije. 
Zidovi su stepenasti. Iskošeni deo zida se zove , a ravan deo se zove etaža. Ovi nivoi u zidovima pomažu u prevenciji pada stena niz ceo zid koša. U nekim slučajevima dodatna zemna podrška je potrebna. U tom slučaju se koriste stenski klinovi, kablovski zavrtnji i prskani beton. Odvodnjavanje buštotine može da se koristi da bi se smanjio pritisak vode tako što se buši horizontalno u zid, što može da ga ošteti.
Prevozni put je obično na rubu jame, formirajući rampe kojima se mogu kretati kamioni koji nose rudu ili jalovinu.
Otpadne stene, poznatije kao deponije se gomilaju na površini, blizu ivice kopa. Deponija je takođe nivelisana i stepenasta da bi se smanjilo moguće degradiranje okoline.
Ruda koja je bila procesuirana naziva se jalovina, i ona je obično kašasta. Ona se dalje upumpava do jalovinske brane ili u takozvani „taložni ribnjak”, gde voda isparava. Jalovinske brane mogu vrlo često biti  toksične zbog pristustva neizdvojenih sulfidnih minerala i cijanida kojima se tretiraju rude zlata procesom cijanidizacije zlata. Ova toksičnost u jalovini može da ugrozi okolinu koja okružuje jalovinsku branu.

## Rehabilitacija
Nakon završetka rada rudnika, rudnik može da se podvrgne rehabilitaciji. Deponije se poravnjavaju radi dalje stabilizacije. Ako rude sadrže sulfide, one su obično prekrivene slojem gline da bi se sprečio kontakt kiše i [kiseonik|kiseonika] iz vazduha koji mogu da oksiduju sulfide i da obrazuju sumpornu kiselinu, fenomen poznatiji kisela rudnička drenaža. Onda se uglavnom prekriva slojem zemljišta i sadi se vegetacija da bi se ta materija objedinila. 
Nema dugoročnih studija o uspehu ovih pokrivača zbog relativno kratkog vremena u kojem je postojao rudnik. Može da potraje stotine ili hiljade godina da bi neke deponije postale "kiselinski neutralne" i da prestanu da ispuštaju materije u okolinu.
Deponije su uglavnom ograđene da bi sprečile životinje da ulaze u ta područja da ne bi degradirale vegetaciju i na kraju se pune podzemnim vodama. U bezvodnim područijima se ponekad ne napune zbog dubokih nivoa podzemnih voda.
U nekim slučajevima, obnovljena zemlja može ponovo biti upotrebljena u svrhu rekreacionih parkova ili mešovitih stambenih kompleksa, umesto da se ta zemlja vrati u prvobitno stanje,

## Materijali koji se ekploatišu u površinskim kopovima
Nikal, generalno kao laterit, se vadi u površinskih kopova do 0.2%.
Bakar se vadi u niskom gradijentu od 0.15% do 0.2%, najčešće u velikim površiskim kopovima u Čileu.
Materijali koji se takođe eksploatišu putem površinskih kopova su:
- Glina
- Ugalj
- Bakar
- Dijamanti
- Šljunak
- Granit
- Gips
- Krečnjak
- Mermer

## Literatura
- „Mining”. Encyclopedia Britannica (на језику: енглески). 21. 5. 2024. Приступљено 1. 4. 2019.
- Chen, Jianping; Li, Ke; Chang, Kuo-Jen; Sofia, Giulia; Tarolli, Paolo (1. 10. 2015). „Open-pit mining geomorphic feature characterisation”. International Journal of Applied Earth Observation and Geoinformation. 42: 76—86. ISSN 0303-2434. doi:10.1016/j.jag.2015.05.001.
- Mark A. Prelas; Galina Popovici; Louis K. Bigelow (23 September 1997). Handbook of Industrial Diamonds and Diamond Films. . CRC Press. стр. 496—. ISBN 978-0-8247-9994-6. Недостаје или је празан параметар |title= (помоћ).
- Ersoy, Mücella (2019). Turkish coal mining sector: Current State, Strategy for the Future (PDF) (Извештај). Turkish Coal Operations Authority.
- Global Business Reports (2018). Turkey Mining (PDF) (Извештај).
- Baylies, Carolyn (2003). History of the Yorkshire Miners 1881-1918. Routledge. ISBN 978-1-134-87070-7.
- Chirons, Nicholas P (1978). Coal Age Handbook of Coal Surface Mining. ISBN 0-07-011458-7.
- Department of Trade and Industry, UK. „The Coal Authority”. Архивирано из оригинала 13. 10. 2008. г. Приступљено 16. 10. 2007.
- Faull, Margaret L (2008). „Coal mining and the landscape of England, 1700 to the present day.”. Landscape History. 30 (1): 59—74..
- Gardner, A. Dudley (2019). Forgotten frontier: A history of Wyoming coal mining. Routledge..
- Goin, Peter; Raymond, Elizabeth (2001). „Living in Anthracite: Mining Landscape and Sense of Place in Wyoming Valley, Pennsylvania”. The Public Historian. 23 (2): 29—45. doi:10.1525/tph.2001.23.2.29.
- Hamilton, Michael S (2005). Mining Environmental Policy: Comparing Indonesia and the USA. Burlington, VT: Ashgate. ISBN 0-7546-4493-6.
- Hinde, John Roderick (2003). When coal was king: Ladysmith and the coal-mining industry on Vancouver Island.. in Canada online
- Kuenzer, Claudia (2007). „Coal Mining in China”.  Ур.: Schumacher-Voelker, E., and Mueller, B. BusinessFocus China, Energy: A Comprehensive Overview of the Chinese Energy Sector. Deutschland Verlag. ISBN 978-3-940114-00-6.. pp. 62–68)
- Latzko, David A (2011). „Coal mining and regional economic development in Pennsylvania, 1810–1980.” (PDF). Economies et Sociétés. 44: 1627—1649. Архивирано из оригинала (PDF) 28. 05. 2023. г. Приступљено 25. 06. 2023.
- Lovejoy, Owen R. "The coal mines of Pennsylvania." The ANNALS of the American Academy of Political and Social Science 38.1_suppl (1911): 133-138. online
- Madsen, Peter M (2009). „These lives will not be lost in vain: Organizational learning from disaster in US coal mining.”. Organization Science. 20 (5): 861—875..
- Merrill, Travers, and Lucy Kitson (2017). End of Coal Mining in South Wales: Lessons learned from industrial transformation. International Institute for Sustainable Development.. online
- Metheny, Karen Bescherer (2007). From the miners' doublehouse: archaeology and landscape in a Pennsylvania coal company town. University of Tennessee Press..
- Mitchell, Brian R (1984). Economic development of the British coal industry 1800-1914. Cambridge UP. ISBN 978-0-521-26501-0.
- Nielsen, Charles V., and George F. Richardson. 1982 Keystone Coal Industry Manual (1982)
- Oei, Pao-Yu; Brauers, Hanna; Herpich, Philipp (2020). „Lessons from Germany's hard coal mining phase-out: Policies and transition from 1950 to 2018”. Climate Policy. 20 (8): 963—979. Bibcode:2020CliPo..20..963O. doi:10.1080/14693062.2019.1688636.
- Srivastava, A.K (1998). Coal Mining Industry in India. ISBN 81-7100-076-2.
- Stern, Gerald M (2008). The Buffalo Creek Disaster: How the survivors of one of the worst disasters in coal-mining history brought suit against the coal company--and won. Vintage. ISBN 978-0-307-38849-0.
- Woytinsky, W. S., and E. S. Woytinsky (1953). World Population and Production Trends and Outlooks. стр. 840–881.. with many tables and maps on the worldwide coal industry in 1950
- Kirby, Peter Thomas. "Aspects of the employment of children in the British coal-mining industry, 1800-1872" (PhD. Diss. University of Sheffield, 1995) online Архивирано на веб-сајту  (28. мај 2023).
- Lovejoy, Owen R (1906). „Child labor in the coal mines.” (PDF). The Annals of the American Academy of Political and Social Science. 27 (2): 35—41.
- McGill, Nettie Pauline (1923). The welfare of children in bituminous coal mining communities in West Virginia. US Government Printing Office.
- McIntosh, Robert (2000). Boys in the Pits: Child Labour in Coal Mines. McGill-Queen's Press-MQUP. ISBN 978-0-7735-6867-9.
- Burns, Daniel (1907). The modern practice of coal mining.
- Hughes. Herbert W, A Text-Book of Mining: For the use of colliery managers and others (London, many editions 1892–1917), the standard British textbook for its era.
- Tonge, James (1906). The principles and practice of coal mining.
- Grisham, John. "Gray Mountain" (2014), novel set in Appalachia about a fictional legal clinic intern in Virginia coal mining
- Zola, Émile, Germinal (novel, 1885); realistic story of a coalminers' strike in northern France in the 1860s
- Illinois Dept. of Commerce and Economic Opportunity (2010). Coal mining in Illinois 2010..
- Kowalski-Trakofler, K. M., et al. "Underground coal mining disasters and fatalities--United States, 1900-2006." (2009). online
- National Energy Information Center. „Greenhouse Gases, Climate Change, Energy”. Приступљено 16. 10. 2007.
- U.S. House of Representatives Committee on Natural Resources (2013). Mining in America: Powder river basin coal mining, the benefits and challenges..

## Spoljašnje veze
- Glossary of Mining Terms
- Global Coal Mine Tracker, Global Energy Monitor
- Coal Mine exploration and preservation
- Abandoned Mine Research
- Methods of mining – overview and graphic of coal mining methods
- Coal Mining in the British Isles (Northern Mine Research Society)
- National Coal Mining Museum for England
- NIOSH Coal Workers' Health Surveillance Program
- Purdue University – Petroleum and Coal
- University of Wollongong – educational resource on longwall mining
- Virtual coalmine Архивирано 27 септембар 2019 на сајту  – visual e-learning source with comprehensive display of long-wall face
- World Coal Institute – Coal Mining Архивирано 7 октобар 2006 на сајту